# The Ruiner
Albums de Made Out of Babies
Coward
(2006)
The Ruiner est le troisième album du groupe new-yorkais Made Out of Babies. Il est sorti en 2008 sur The End Recordings ; c'est la première sortie du groupe sur ce label.

## Liste des morceaux
1. Cooker
2. Grimace
3. Invisible Ink
4. The Major
5. Buffalo
6. Bunny Boots
7. Stranger
8. Peew
9. How to Get Bigger

## Musiciens
- Matthew Egan – batterie
- Brendan Tobin (anciennement appelé Bunny) – guitare
- Julie Christmas – chant
- Cooper – basse

### Musiciens additionnels
- Gregory Burns (Red Sparowes) - Pedal Steel Guitar sur Invisible Ink
- Jason Watkins (Mouth of the Architect)- Piano et Claviers sur Stranger

## Composition
Tous les morceaux ont été écrits par Made Out of Babies.